# Prads-Haute-Bléone
Prads-Haute-Bléone – gmina we Francji, w regionie Prowansja-Alpy-Lazurowe Wybrzeże, w departamencie Alpy Górnej Prowansji.

## Demografia
Według danych na rok 1990 gminę zamieszkiwało 180 osób, a gęstość zaludnienia wynosiła 1 osób/km². W styczniu 2015 r. Prads-Haute-Bléone zamieszkiwały 193 osoby, przy gęstości zaludnienia wynoszącej 1,2 osób/km².